# Liste der Kulturdenkmäler in Eckfeld
In der Liste der Kulturdenkmäler in Eckfeld sind alle Kulturdenkmäler der rheinland-pfälzischen Ortsgemeinde Eckfeld aufgeführt. Grundlage ist die Denkmalliste des Landes Rheinland-Pfalz (Stand: 10. August 2023).

## Einzeldenkmäler
| Bezeichnung                            | Lage                                   | Baujahr                            | Beschreibung                                                                                               | Bild                           |
| -------------------------------------- | -------------------------------------- | ---------------------------------- | --- | ------------------------------ |
| Katholische Filialkirche St. Katharina | Buchholzer Straße 1 Lage               | zweite Hälfte des 15. Jahrhunderts | Westturm aus der zweiten Hälfte des 15. Jahrhunderts, Schiff von 1875                                      | weitere Bilder Fotos hochladen |
| Stationenweg                           | südwestlich des Ortes an der K 18 Lage | um 1900                            | Stationenweg Sieben Schmerzen Mariä; sechs Stationsbilder erhalten; Nischenkreuze, Sandstein, wohl um 1900 | BW                             |
| Wegekreuz                              | südwestlich des Ortes an der K 18 Lage | 1810                               | Schaftkreuz, bezeichnet 1810                                                                               | BW                             |